# بوليميراز المستحرة المائية
بوليمراز المستحرة المائية (بالإنجليزية: Taq polymerase)‏ هو إنزيم يعود إلى مجموعة بوليميراز الدنا يستخرج من بكتريا المستحرة المائية (باللاتينية: Thermus aquaticus) التي تعيش في درجات حرارة عالية مقارنة بأغلب البكتريا ويستخدم على نطاق واسع في التقنية الحيوية وهو إنزبم أساسي في تفاعل البوليميراز المتسلسل.